# Élections sénatoriales de 2004 dans le Val-d'Oise
Les élections sénatoriales dans le Val-d'Oise ont lieu le dimanche 26 septembre 2004. Elles ont pour but d'élire les sénateurs représentant le département au Sénat pour un mandat de sept années.

## Contexte départemental
Lors des élections sénatoriales du 24 septembre 1995 dans le Val-d'Oise, quatre sénateurs ont été élus selon un mode de scrutin proportionnel : un PCF, deux PS et deux UMP.
Depuis, tous les effectifs du collège électoral des grands électeurs ont été renouvelés, avec les élections législatives françaises de 2002, les élections régionales françaises de 2004, les élections cantonales de 2001 et 2004 et les élections municipales françaises de 2001.

## Sénateurs sortants
| Sénateur | Sénateur                | Parti | Fonctions lors de l'élection en 1995 |
| -------- | ----------------------- | ----- | ------------------------------------ |
|          | Bernard Angels          | PS    | Maire d'Écouen                       |
|          | Marie-Claude Beaudeau   | PCF   | Sénatrice sortante                   |
|          | Gérard Claudel          | UMP   | Maire d'Ennery                       |
|          | Jean-Philippe Lachenaud | UMP   | Conseiller général                   |

## Présentation des listes et des candidats
Les nouveaux représentants sont élus pour une législature de 7 ans au suffrage universel indirect par les 2136 grands électeurs du département. Dans le Val-d'Oise, les sénateurs sont élus au scrutin proportionnel plurinominal. Compte tenu des évolutions démographiques, leur nombre change en 2004, passant de 4 à 5 sénateurs à élire et 7 candidats doivent être présentés sur la liste pour qu'elle soit validée. Chaque liste de candidats est obligatoirement paritaire et alterne entre les hommes et les femmes. 8 listes ont été déposées dans le département. Elles sont présentées ici dans l'ordre de leur dépôt à la préfecture et comportent l'intitulé figurant aux dossiers de candidature.

### Union pour un mouvement populaire
| N° | Candidats | Candidats                  | Parti | Principale fonction                           |
| -- | --------- | -------------------------- | ----- | --------------------------------------------- |
| 01 |           | Nelly Olin                 | UMP   | Ministre, ancienne sénatrice                  |
| 02 |           | Hugues Portelli            | UMP   | Maire d'Ermont                                |
| 03 |           | Lucienne Malovry           | UMP   | Maire de Cormeilles-en-Parisis                |
| 04 |           | Thierry Sibieude           | UMP   |                                               |
| 05 |           | Jacqueline Eustache-Brinio | UMP   | Conseillère régionale, maire de Saint-Gratien |
| 06 |           | Patrick Decolin            | UMP   |                                               |
| 07 |           | Ghislaine Lapchin          | UMP   |                                               |

### Divers droite
| N° | Candidats | Candidats            | Parti | Principale fonction                  |
| -- | --------- | -------------------- | ----- | ------------------------------------ |
| 01 |           | François Scellier    | UMP   | Député, président du conseil général |
| 02 |           | Marie-Claude Devois  | UMP   |                                      |
| 03 |           | François Longchambon | UMP   |                                      |
| 04 |           | Dominique Poulenat   | UMP   |                                      |
| 05 |           | Jean-Claude Noyer    | UMP   |                                      |
| 06 |           | Céline Villecourt    | UMP   |                                      |
| 07 |           | Jean Pichery         | UMP   |                                      |

### Union pour la démocratie française
| N° | Candidats | Candidats         | Parti | Principale fonction |
| -- | --------- | ----------------- | ----- | ------------------- |
| 01 |           | Philippe Sueur    | UDF   |                     |
| 02 |           | Muriel de Coster  | UDF   |                     |
| 03 |           | Guy Messager      | UDF   |                     |
| 04 |           | Nathalie Guérin   | DVD   |                     |
| 05 |           | Gabriel Lainé     | UDF   |                     |
| 06 |           | Maurine Blanchard | UDF   |                     |
| 07 |           | Bernard Toublanc  | DVD   |                     |

### Parti communiste français
| N° | Candidats | Candidats            | Parti | Principale fonction                   |
| -- | --------- | -------------------- | ----- | ------------------------------------- |
| 01 |           | Robert Hue           | PCF   | Ancien député, ancien député européen |
| 02 |           | Maryvonne Hennequin  | PCF   |                                       |
| 03 |           | Laurent Dumond       | PCF   |                                       |
| 04 |           | Rosita Jaouen        | PCF   |                                       |
| 05 |           | Roger Dufour         | PCF   |                                       |
| 06 |           | Françoise Hennebelle | PCF   |                                       |
| 07 |           | Lucien Jean          | PCF   |                                       |

### Parti socialiste
| N° | Candidats | Candidats          | Parti | Principale fonction                                            |
| -- | --------- | ------------------ | ----- | -------------------------------------------------------------- |
| 01 |           | Bernard Angels     | PS    | Sénateur sortant, maire d'Écouen                               |
| 02 |           | Raymonde Le Texier | PS    | Adjointe au maire de Villiers-le-Bel, ancienne députée         |
| 03 |           | Alain Richard      | PS    | Maire de Saint-Ouen-l'Aumône, ancien ministre, ancien sénateur |
| 04 |           | Joan Fenet         | PS    |                                                                |
| 05 |           | Rachid Temal       | PS    | Adjoint au maire de Taverny                                    |
| 06 |           | Adélaïde Piazzi    | PS    |                                                                |
| 07 |           | Jean-Pierre Muller | PS    |                                                                |

### Mouvement national républicain
| N° | Candidats | Candidats            | Parti | Principale fonction |
| -- | --------- | -------------------- | ----- | ------------------- |
| 01 |           | François Lusinchi    | MNR   |                     |
| 02 |           | Anne-Marie Cuchetet  | MNR   |                     |
| 03 |           | Daniel Barbesant     | MNR   |                     |
| 04 |           | Suzanne Hoyami       | MNR   |                     |
| 05 |           | Marius Samuelson     | MNR   |                     |
| 06 |           | Monique Trevet       | MNR   |                     |
| 07 |           | Michel Guilhemotonia | MNR   |                     |

### Front national
| N° | Candidats | Candidats          | Parti | Principale fonction   |
| -- | --------- | ------------------ | ----- | --------------------- |
| 01 |           | Jean-Michel Dubois | FN    | Conseiller régional   |
| 02 |           | Micheline Bruna    | FN    | Conseillère régionale |
| 03 |           | Jean-Pierre Émié   | FN    |                       |
| 04 |           | Huguette François  | FN    |                       |
| 05 |           | Jean Busnel        | FN    |                       |
| 06 |           | Nicole Thiébault   | FN    |                       |
| 07 |           | Roger Eliman       | FN    |                       |

### Mouvement républicain et citoyen
| N° | Candidats | Candidats          | Parti | Principale fonction                   |
| -- | --------- | ------------------ | ----- | ------------------------------------- |
| 01 |           | Jean-Pierre Pernot | MRC   | Maire de Méry-sur-Oise, ancien député |
| 02 |           | Véronique Cukier   | MRC   |                                       |
| 03 |           | Azzeddine Krid     | MRC   |                                       |
| 04 |           | Taous Le Provost   | MRC   |                                       |
| 05 |           | Elie Elalouf       | MRC   |                                       |
| 06 |           | Marilyne Bureau    | MRC   |                                       |
| 07 |           | Rachid Adda        | MRC   |                                       |

## Résultats
| Tête de liste  | Tête de liste      | Liste          | Voix  | %      | Élus |
| -------------- | ------------------ | -------------- | ----- | ------ | ---- |
|                | Nelly Olin         | UMP            | 694   | 33,08  | 2    |
|                | Bernard Angels     | PS             | 550   | 26,22  | 2    |
|                | Robert Hue         | PCF            | 305   | 14,54  | 1    |
|                | François Scellier  | UMP            | 268   | 12,77  |      |
|                | Philippe Sueur     | UDF            | 227   | 10,82  |      |
|                | Jean-Michel Dubois | FN             | 29    | 1,38   |      |
|                | Jean-Pierre Pernot | MRC            | 18    | 0,86   |      |
|                | François Lusinchi  | MNR            | 7     | 0,33   |      |
|                |                    |                |       |        |      |
| Inscrits       | Inscrits           | Inscrits       | 2 136 | 100,00 |      |
| Abstentions    | Abstentions        | Abstentions    | 16    | 0,75   |      |
| Votants        | Votants            | Votants        | 2 120 | 99,25  |      |
| Blancs et nuls | Blancs et nuls     | Blancs et nuls | 22    | 1,04   |      |
| Exprimés       | Exprimés           | Exprimés       | 2 098 | 98,96  |      |

### Sénateurs élus
| Sénateur | Sénateur           | Parti |
| -------- | ------------------ | ----- |
|          | Robert Hue         | PCF   |
|          | Bernard Angels     | PS    |
|          | Raymonde Le Texier | PS    |
|          | Nelly Olin         | UMP   |
|          | Hugues Portelli    | UMP   |